# Louisiana State Police
Le Louisiana State Police (en français, « police d’état de Louisiane ») est le département de police de la Louisiane qui agit partout dans cet État. Son siège social est situé à Baton Rouge. Il a été créé pour protéger les vies, les biens et les droits constitutionnels des habitants de la Louisiane et est officiellement connu comme le Bureau de la police d'État.

## Histoire

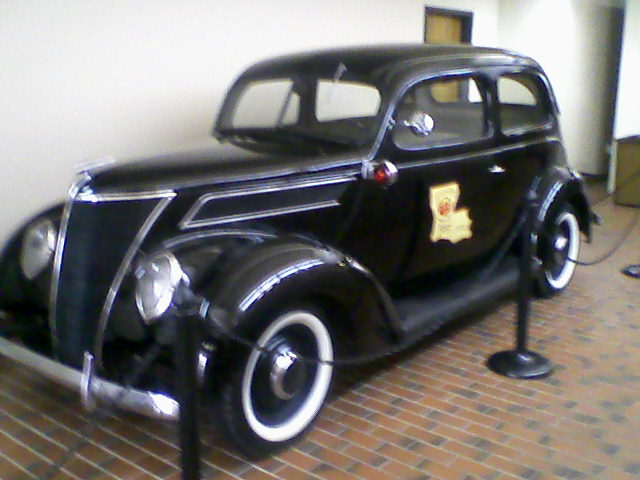
1937 Ford - Ancienne ford de patrouille

L'organisation a commencé en 1922 comme la Commission Louisiana Highway avec 16 inspecteurs autoroute couvrant environ 2 700 miles (4,300 km) de route. En 1928, l'agence a été connu comme la Division de l'application des lois de la Commission Route, et employait 70 agents en uniforme. Le Bureau des enquêtes criminelles a également été formé à cette époque.
En 1932, la patrouille routière de l'État a donné le pouvoir de porter des armes. En 1936, les deux divisions d'application de la loi ont été combinés pour former le ministère de la Louisiane de la police d'État. En 1942, la législature en Louisiane a aboli le ministère de la police de l'État et en a fait une division du ministère nouvellement créé de la Sécurité publique. La police d'État a accepté de nouvelles responsabilités en 1946. L'Agence a continué de faire des progrès.

## Organisation
Le département est divisé en neuf « troupes », avec son siège à Baton Rouge. Les troupes sont divisées comme suit :
- Troop A (Baton Rouge) : couvre les paroisses : l'Ascension, Baton Rouge de l'Est, Feliciane de l'Est, Iberville, Livingston, Saint-James (rive est), Pointe Coupée, Ouest de Bâton-Rouge, Feliciane d'Ouest ;
- Troop B (Kenner) : couvre les paroisses : Orléans, Saint-Charles, Saint-Jean (rive est), Plaquemines, Saint-Bernard, Jefferson ;
- Troop C (Houma) : couvre les paroisses : de l'Assomption, Lafourche, Terrebonne et la rive ouest de Saint-Jacques et Saint-Jean ;
- Troupe D (Lake Charles) : couvre les paroisses de Allen, Beauregard, Calcasieu, Cameron et Jefferson Davis ;
- Troop E (Alexandrie) : couvre les paroisses des Avoyelles, Catahoula, Concordia, Subvention, LaSalle, Natchitoches, Rapides, Sabine, Vernon et Winn ;
- Troupe F (Monroe) : Couvre les paroisses de l'Union, de l'Ouest Carroll, Carroll de l'Est, Morehouse, Lincoln, Ouachita, Richland, Madison, Jackson, Caldwell, Tensas, et Franklin ;
- Troop G (Bossier City) : Couvre les paroisses de Caddo, Bossier, De Soto, Webster, Claiborne, Bienville et la rivière Rouge ;
- Troop I (Lafayette) : Couvre paroisses d'Évangéline, Saint-Landry, de l'Acadie, Lafayette, Saint-Martin, Vermilion, Iberia, et St. Mary ;
- Troop L (Covington) : couvre les paroisses de Sainte-Hélène, Saint-Tammany, Tangipahoa et Washington.

## Armes
L'arme à feu standard pour les troopers du LSP est le  Glock 22 .40, les autres armes de poing sont en option mais également autorisés pour effectuer les heures de service. Chaque trooper du LSP est également doté d'un fusil Remington 870 Police de calibre 12. Certaines voitures de police sont également équipés d'un Colt AR-15 A2 0.223, d'un Ruger Mini-14, ou un H & K MP-5 9 mm. Les troopers de cette agence fédérale ont été dotés de matraques et de gaz poivré pour un certain temps. Des pistolets paralysants ont également été récemment publié.

## Véhicules du LSP

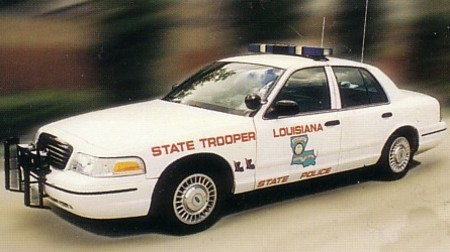
Crown Victoria du LSP

Le véhicule de patrouille principal utilisé est la Ford Crown Victoria « Police Interceptor ». Ce véhicule a été le véhicule de patrouille principal utilisé par l'agence depuis 1997, il a remplacé la Chevrolet Caprice. Autres véhicules de patrouille actuellement utilisés : motos Harley-Davidson, la Chevrolet Impala, la Chevrolet Camaro, Chevrolet Tahoe et le Dodge Durango. Plusieurs autres véhicules banalisés de différentes marques et différents modèles sont également utilisés pour diverses opérations hors patrouilles. Les véhicules de police actuellement testés comprennent la Dodge Charger.

## Grades
| Rang                | Insigne | Description |
| ------------------- | ------- | --- |
| Colonel             |         | Une personne est nommée (par le gouverneur, le Secrétaire adjoint du Département de la Sécurité publique et de surintendant de la police nationale) colonel, ou chef de la police d'état. Le colonel porte un aigle couleur argent sur chaque épaulette. |
| Lieutenant Colonel  |         | Il y a quatre officiers ayant le grade de lieutenant-colonel, chacun supervisant un des quatre bureaux de la police d'État. |
| Major               |         | Les majors dirigent une 'commande' des services du LSP chacun. |
| Captain             |         | Les responsabilités spécifiques d'un capitaine varient selon l'endroit où il est affecté. Par exemple, un capitaine peut être un commandant de troupe, ou un commandant de division.                                                                     |
| Lieutenant          |         | Les responsabilités d'un lieutenant varient au sein du LSP. Au niveau des troupes, un lieutenant est généralement le commandant d'un quart des hommes. D'autres lieutenants (dans les autres divisions) peuvent commander une unité complète.            |
| Sergeant            |         | Les sergents agissent comme des chefs d'équipe adjoints, le grade de sergeant est obtenu par promotion. |
| Master Trooper      |         | Les troopers terminant 15 années de service, et ayant des états de service satisfaisants atteignent le rang de Master Trooper. |
| Senior Trooper      |         | Les troopers terminant 10 années de service, et ayant des états de service satisfaisants atteignent le rang de Senior Trooper. |
| Trooper First Class |         | Les troopers terminant 5 années de service, et ayant des états de service satisfaisants atteignent le rang de Trooper First Class. |
| Trooper             |         | Ce rang est atteint par les cadets en cas de réussite à l'académie de formation. |
| Cadet               |         | Les cadets sont les nouvelles recrues, encore à l'école de formation. Ils ne portent pas encore l'insigne. |

## Unités et services spécialisés
Pour remplir ses missions, la LSP dispose de services spécialisés :
- Bomb Squad (déminage).
- Air Support Unit (soutien aérien avec l'emploi d'hélicoptères).
- Special Weapons And Tactics  Team (unité d'intervention.
- Executive Protection detail (protection des Gouverneur, Lieutenant-Gouverneur, et autres personnalités politiques de la Louisiane),
- Motor Carrier Safety Enforcement (MCSAP, section de prévention routière).
- Hazardous Materials Response Unit (unité de lutte contre les épidémies et les menaces NBC).
- Criminal Investigation Division (brigade criminelle). Cette division de police judiciaire comprend une brigade des stupéfiants et des unités chargées de lutter contre la cybercriminalité, les vols de voitures les fraudes à l'assurance et le vol d'identité. Une de ses sections a pour rôle l'attribution des permis de port d'armes et leurs contrôle. Enfin une dernière brigade est charge des casinos et infractions à la législation sur les jeux d'argent.
- State Police Crime Labotory (laboratoire de police technique et scientifique).